# Konstantínos Doxiádis
Constantinos Apostolou Doxiadis (en grec : Κωνσταντίνος Αποστόλου Δοξιάδης / Konstantínos Apostólou Doxiádis, /konstanˈdinos apoˈstolu ðoksiˈaðis/, souvent cité sous la forme C.A. Doxiadis), né le 14 mai 1914 et mort le 28 juin 1975, est un architecte et urbaniste grec. Il devint célèbre en tant qu'architecte en chef d'Islamabad, la nouvelle capitale du Pakistan, et plus tard comme le père de l'ékistique.

## Biographie
Doxiadis obtint un diplôme en ingénierie architecturale (génie civil) de l'université polytechnique nationale d'Athènes en 1935, ainsi qu'un doctorat de l'Université de Charlottenburg (aujourd'hui université technique de Berlin) un an plus tard. En 1937, il fut nommé officier d'urbanisme en chef pour la région du Grand Athènes. Pendant la Seconde Guerre mondiale, il tint le poste de Directeur du Département d'urbanisme de la région et de la ville au ministère des Travaux publics.  Il prit part à la résistance grecque et fut décroré par les gouvernements grec et britannique. Il se distingua en tant que Ministre de la Reconstruction à la fin de la Guerre, et ce fut son expérience qui lui permit dans les années 1950 de remporter de grand contrats de logements dans des douzaines de pays.
Il fonda en 1951 Doxiadis Associates, une firme privée d'ingénieurs consultants, laquelle grandit rapidement au point d'avoir des bureaux sur les cinq continents et des projets dans quarante pays. En 1963 la compagnie changea de nom pour devenir DA International Co. Ltd. Consultants on Development and Ekistics.
L'un de ses travaux d'urbanisme les plus connus est Islamabad. Dessinée comme une ville-nouvelle, elle fut entièrement réalisée, au contraire de nombre de ses autres propositions dans des cités déjà existantes, où les fluctuations politiques et les forces économiques ne permettaient pas la concrétisation complète de ses plans. Pour Islamabad, l'idée est de séparer les voitures et les habitants, permettant un accès facile et peu onéreux aux infrastructures de transport et de services publics et permet une croissance urbaine et économique graduelle à des coûts modérés, tout en conservant l'échelle humaine de ses "communautés".
Doxiadis fut récompensé en 1965 par la Société des Designers Industriels d'Amérique ((IDSA)) par un Prix Spécial pour ses résultats notables, pour ses concepts innovants et créatifs, et pour son apport à long terme pour la profession du design industriel, ses fonctions éducatives et pour la société en général.

## Théories
Doxiadis proposa l'ékistique en tant que science des implantations humaines et exposa son champ d'application, ses objectifs, son cadre intellectuel et sa pertinence. L'une des principales motivations guidant le développement de cette science est l'émergence d'implantations humaines de taille et de complexité croissantes, tendant vers des conurbations régionales. Doxiadis crée et développe alors le concept de ville-monde qu'il nomme Ecumenopolis.
Cependant, l'ékistique a pour but d'étudier les habitations humaines à toutes les échelles et cherche à se construire aussi à partir du vécu archéologique et historique en n'observant pas seulement les grandes villes, mais autant que possible, à toutes les formes existantes, historiques, et potentielles des implantations humaines.

## Influence
Dans les années 1960 et 1970, Constantinos Doxiadis fut en tant qu'architecte et urbaniste auteur de plusieurs livres, études et rapports  parmi lesquels ceux s'intéressant à la croissance potentielle de la Mégalopole des Grands Lacs.  Au faîte de sa popularité, dans les années 1960, il s'adressa au Congrès à propos du futur des cités américaines, son portrait fit la couverture du Time, sa compagnie Doxiadis Associates était en train de concrétiser de grands projets de logements, de développement urbain et régional dans plus de quarante pays, son centre de données (UNICAC-DACC) était à la pointe de la technologie informatique et à son "Symposium de Delos" annuel, la Société mondiale d'Ékistique (WSE) attira des experts et penseurs parmi les plus prééminents.
En Grèce, il fit face à une suspicion et une opposition persistantes et ses recommandations furent largement ignorées. Ayant remporté deux grands contrats (La Planification nationale des régions pour la Grèce et le Plan-Maître pour Athènes) de la Junte Grecque, il fut critiqué en 1974, après la chute du régime, par les autres participants aux concours, décrit comme un ami des colonels. Ses visions d'un aéroport d'Athènes construit sur l'île adjacente de Makronissos, où étaient enfermés des prisonniers politiques, d'un pont reliant l'île au continent, d'une liaison ferroviaire et d'un port à Lavrion ne furent jamais réalisées.
Son influence avait déjà diminué à sa mort en 1975, incapable de parler pendant les deux dernières années de sa vie, victime de plusieurs scléroses. Sa compagnie Doxiadis Associates changea plusieurs fois de propriétaires après sa mort, et l'héritage de son entreprise d'informatique perdura sans cependant aucun lien avec l'urbanisme ou la sociologie urbaine (ékistique). Le Symposium de Delos cessa d'exister, et la Société Mondiale d'Ekistique est aujourd'hui une organisation obscure et méconnue.

## Œuvre
- Teacher-Student Centre (TSC), Université de Dacca, Bangladesh; 1961

## Publications
- Ekistics: An Introduction to the Science of Human Settlements (Ekistique: Une Introduction à la Science des Implantations Humaines). New York: Oxford University Press, 1968.
- Anthropopolis: City for Human Development (Anthropopolis: Une Ville pour le Développement Humain).New York: W.W. Norton, 1974.
- Ecumenopolis: The Inevitable City of the Future (Ecumenopolis: L’Inévitable Ville du Futur). En collaboration avec J.G. Papaioannou. Athens: Athens Center of Ekistics, 1974.
- Building Entopia (De l'entopie de la construction). Athènes: Athens Publishing Center, 1975.
- Action for Human Settlements. New York: W.W. Norton, 1976.